# Vigna phoenix
Vigna phoenix är en ärtväxtart som beskrevs av Richard Kenneth Brummitt. Vigna phoenix ingår i släktet vignabönor, och familjen ärtväxter. Inga underarter finns listade i Catalogue of Life.